# شی‌هالک
شی‌هالک یا هالک-دخت (به انگلیسی: She-Hulk) با نام اصلی جنیفر والترز، یک شخصیت خیالی ابرقهرمان در کتاب‌های کامیک آمریکایی منتشر شده توسط مارول کامیکس است. شخصیت شی-هالک توسط نویسنده استن لی و طراح جان بوشِما خلق شده‌است که برای اولین بار در شمارهٔ ۱ شی-هالک وحشی (فوریه ۱۹۸۰) حضور پیدا کرد. جنیفر والترز نخستین دختر عموی رابرت بروس بنر یا همان هالک شگفت‌انگیز است. با وجود تفاوت سنی پنج ساله، جنیفر و بروس از زمان کودکی همچون برادر و خواهر در کنار یکدیگر بزرگ شدند. اما هنگامی که رشته‌های مجزای خود را انتخاب نمودند (بروس پزشکی و جنیفر حقوق) دیگر کمتر یکدیگر را ملاقات می‌کردند. هنگامی که والترز بر اثر شلیک گلوله، خون زیادی از دست داده بود، به شکلی اضطراری از بروس خون دریافت کرد که منجر به کسب یک نسخهٔ خفیف‌تری از وضعیت هالک شد.
اولین حضور سینمایی این شخصیت در دنیای سینمایی مارول و مجموعه تلویزیونی شی‌هالک: وکیل دادگستری (۲۰۲۲) سرویس دیزنی پلاس، با نقش‌آفرینی تاتیانا مازلانی است.

## توانایی‌ها و قدرت‌ها
همانند هالک، شی-هالک نیز دارای قدرت، سرعت، استقامت، چابکی، زوددرمانی و پایداری ابرانسانی است. در ظاهر شی-هالک دارای قدرت فوق‌العاده زیادی است که متعاقباً و با فاصلهٔ زیاد هنگامی که وضعیت روحی او به اندازه کافی مساعد باشد از لحاظ فیزیکی به عنوان قوی‌ترین شخصیت زن در دنیای مارول کامیکس محسوب می‌شود. بر خلاف بروس بنر، او تقریباً همیشه هوش و شخصیت واقعی خود را در قالب شخصیت شی-هالک حفظ می‌کند. او همچنین قادر به تغییر وضعیت از شی-هالک به جنیفر والترز است، اما همیشه توانایی کنترل این تغییر شکل را ندارد. شی-هالک رزمی‌کاری حرفه‌ای به‌شمار می‌رود که توسط شخصیت‌هایی همچون کاپیتان آمریکا و گامورا آموزش دیده است. حتی جنیفر والترز در حالت طبیعی نیز دارای مهارت کافی در هنرهای رزمی است و در این زمینه قادر به مبارزه با افرادی بزرگتر از خود می‌باشد.
همچنین اسکارلت ویچ یک افسون در شی-هالک قرار داد تا کسی قادر به آسیب‌رساندن و شناسایی او به عنوان جنیفر والترز نباشد. اما عوارض جانبی این افسون باعث شد تا جنیفر برای برداشتن این جادو از دکتر استرنج درخواست کمک کند.